# Temporada 1997-98 da PSL
A Premier Soccer League 1997-1998 ou conhecida como 1997-98 Castle Premiership foi a 2º edição da Premier Soccer League, principal competição de futebol da África do Sul. A liga teve a participação de 18 clubes.
O Mamelodi Sundowns foi o campeão, com os rivais Kaizer Chiefs e Orlando Pirates segundo e terceiro respectivamente. 

## Tabela Final
| Pos | Time                       | J  | V  | E  | D  | GF | GA | GD  | Pts | Notas                                |
| --- | -------------------------- | -- | -- | -- | -- | -- | -- | --- | --- | ------------------------------------ |
| 1   | Mamelodi Sundowns (C)      | 34 | 19 | 11 | 4  | 48 | 25 | +23 | 68  | Liga dos Campeões da CAF1            |
| 2   | Kaizer Chiefs              | 34 | 17 | 12 | 5  | 52 | 35 | +17 | 63  |                                      |
| 3   | Orlando Pirates            | 34 | 15 | 12 | 7  | 52 | 33 | +19 | 57  | Recopa Africana1                     |
| 4   | Cape Town Spurs            | 34 | 15 | 12 | 7  | 51 | 35 | +16 | 57  |                                      |
| 5   | Manning Rangers            | 34 | 16 | 9  | 9  | 58 | 47 | +11 | 57  |                                      |
| 6   | Bush Bucks                 | 34 | 14 | 12 | 8  | 42 | 38 | +4  | 54  |                                      |
| 7   | Jomo Cosmos                | 34 | 13 | 12 | 9  | 31 | 31 | 0   | 51  |                                      |
| 8   | Bidvest Wits               | 34 | 13 | 9  | 12 | 39 | 34 | +5  | 48  |                                      |
| 9   | Free State Stars F.C.      | 34 | 12 | 10 | 12 | 33 | 34 | -1  | 46  |                                      |
| 10  | Hellenic                   | 34 | 12 | 8  | 14 | 45 | 42 | +3  | 44  |                                      |
| 11  | Moroka Swallows            | 34 | 12 | 6  | 16 | 30 | 42 | -12 | 42  |                                      |
| 12  | Bloemfontein Celtic        | 34 | 12 | 5  | 17 | 38 | 46 | -8  | 41  |                                      |
| 13  | Vaal Professionals         | 34 | 8  | 14 | 12 | 36 | 44 | -8  | 38  |                                      |
| 14  | SuperSport United          | 34 | 7  | 15 | 12 | 34 | 37 | -3  | 36  |                                      |
| 15  | AmaZulu                    | 34 | 8  | 9  | 17 | 36 | 46 | -10 | 33  |                                      |
| 16  | Santos                     | 34 | 10 | 3  | 21 | 34 | 61 | -27 | 33  |                                      |
| 17  | African Wanderers F.C. (R) | 34 | 7  | 10 | 17 | 43 | 56 | -13 | 31  | Rebaixados à National First Division |
| 18  | Real Rovers (R)            | 34 | 8  | 7  | 19 | 34 | 50 | -16 | 31  | Rebaixados à National First Division |